# Marvin Barrios
Marvin Barrios (Quetzaltenango, Quetzaltenango, Guatemala, 13 de marzo de 1980) es un exfutbolista y entrenador guatemalteco. Jugó de guardameta y en la actualidad es entrenador de porteros. Desempeña esa labor en el Xelajú M.C de la Liga Nacional de Guatemala.

## Trayectoria
Marvin es nacido en la ciudad de Quetzaltenango en donde se formó futbolísticamente desde sus inicios en Rosario FC, hasta dar el gran salto al Xelajú, ha pasado por varios clubes de occidente y sur occidente del país, siendo el Deportivo Marquense (equipo rival del xelajú) el equipo con el que más temporadas jugaría y en donde fue titular indiscutible durante los años en los cuales jugó en el club de los leones. Debido a las lesiones que eran recurrentes en su persona, tuvo años en los cuales fue un jugador intermitente debido a las mismas lesiones.

## Clubes

### Como jugador
| Club                        | País      | Año          |
| --------------------------- | --------- | ------------ |
| Rosario FC                  | Guatemala | 1998-2001    |
| Xelajú M.C                  | Guatemala | 2001-2006    |
| Suchitepéquez (cedido)      | Guatemala | 2006-2007    |
| Xelajú M.C                  | Guatemala | 2007-2010    |
| Juventud Retalteca (cedido) | Guatemala | 2010         |
| Xelajú M.C                  | Guatemala | 2010-2011    |
| Peñarol La Mesilla (cedido) | Guatemala | 2011-2012    |
| Deportivo Marquense         | Guatemala | 2013-2017    |
| Rosario FC                  | Guatemala | 2018         |
| Quiché F.C.                 | Guatemala | 2018-2020    |
| Deportivo Marquense         | Guatemala | 2021-Retiro. |

### Como entrenador de porteros
| Club       | País      | Año       |
| ---------- | --------- | --------- |
| Xelajú M.C | Guatemala | 2024-Act. |

## Palmarés

### Campeonatos nacionales
| Título           | Club                | País      | Año  |
| ---------------- | ------------------- | --------- | ---- |
| Primera División | Deportivo Marquense | Guatemala | 2021 |

### Títulos nacionales
| Título                               | Club      | País      | Año  |
| ------------------------------------ | --------- | --------- | ---- |
| Liga Nacional de Fútbol de Guatemala | Xelajú MC | Guatemala | 2024 |

### Distinciones individuales
| Distinción                                   | Año  |
| -------------------------------------------- | ---- |
| Trofeo Josue Danny Ortiz                     | 2010 |
| Arquero menos vencido de la primera División | 2022 |